# Unione Sportiva Novese 1922-1923
Questa pagina raccoglie i dati riguardanti l'Unione Sportiva Novese nelle competizioni ufficiali del gioco del calcio della stagione 1922-1923.

## Stagione
La Novese fu inserita nel girone C della Prima Divisione gestita dalla Lega Nord, quello più abbordabile essendo l'unico dei tre a essere privo di squadre (a parte la stessa Novese) che in passato avevano conquistato il titolo di campione d'Italia. 
Per la riduzione del campionato da 36 a 24 squadre, retrocedevano le ultime quattro classificate di ognuno dei tre gironi. 
La Novese, tuttavia, nell'estate del 1922 si era notevolmente indebolita con la cessione dei suoi elementi migliori (in particolare Santamaria, Asti, Neri, Stritzel e i fratelli Cevenini), riuscendo comunque a salvarsi classificandosi al quintultimo posto con un margine di tre punti dalla zona retrocessione. 
Riuscì così a raggiungere l'obiettivo che si era prefissato nel 1921, allorquando aveva dichiarato sfrontatamente che sarebbe riuscita a entrare nel novero delle 24 migliori squadre italiane.

## Rosa
| N. |                   | Ruolo | Calciatore       |
| -- | ----------------- | ----- | ---------------- |
|    | Italia (bandiera) | P     | Emilio Savino    |
|    | Italia (bandiera) | D     | Emilio Bonato    |
|    | Italia (bandiera) | D     | Gaetano Grippi   |
|    | Italia (bandiera) | A     | Arturo Michelini |
|    | Italia (bandiera) | D     | Rinaldo Olivazzo |
|    | Italia (bandiera) | D     | Luigi Vercelli   |
|    | Italia (bandiera) | C     | Domenico Alice   |
|    | Italia (bandiera) | C     | Agostino Fossati |
|    | Italia (bandiera) | C     | Mario Parodi     |

| N. |                   | Ruolo | Calciatore          |
| -- | ----------------- | ----- | ------------------- |
|    | Italia (bandiera) | C     | Giovanni Rebuffo    |
|    | Italia (bandiera) | C     | Mario Toselli       |
|    | Italia (bandiera) | A     | Leonida Bertucci    |
|    | Italia (bandiera) | A     | Carletto Gambarotta |
|    | Italia (bandiera) | A     | Masetti             |
|    | Italia (bandiera) | A     | Siro Montanari      |
|    | Italia (bandiera) | A     | Luigi Davide Roveda |
|    | Italia (bandiera) |       | Alfieri             |
|    | Italia (bandiera) |       | Pittaluga           |

## Risultati

### Prima Divisione

#### Girone C

##### Girone di andata
| Arbitro: | Livraghi (Milano) |

|  |           |                               |
|  | Marcatori | 71’ Banchero I 81’ Baloncieri |

| Arbitro: | Merani (La Spezia) |

|                                 |           |  |
| Bianchi 7’, 25’ Jacoponi II 88’ | Marcatori |  |

| Arbitro: | Canepa (Savona) |

|  |           |                     |
|  | Marcatori | 47’, 69’ Gambarotta |

| Arbitro: | Mombelli (Casale Monferrato) |

|                             |           |              |
| Cusano 2’, 87’ Torriani 31’ | Marcatori | 77’ Vercelli |

| Novi Ligure 12 novembre 1922 5ª giornata | Novese         | 0 – 0 | Brescia | Campo di Piazza d'Armi\| Arbitro: \| Guiot (Milano) \| |
| Arbitro:                                 | Guiot (Milano) |       |         |                                                        |

| Arbitro: | Enrietti (Torino) |

|              |           |                          |
| Bertucci 13’ | Marcatori | 5’ Monti III 73’ Pastore |

| Arbitro: | Pasquinelli (Bologna) |

|            |           |                |
| Bay II 24’ | Marcatori | 85’ Gambarotta |

| Arbitro: | Dani (Genova) |

|                       |           |                                   |
| Roveda 7’ Masetti 17’ | Marcatori | 50’ Olivieri II 65’ (aut.) Savino |

| Arbitro: | Armano (Torino) |

|                                            |           |              |
| Mattuteia 37’ Milano 40’ Munerati 44’, 80’ | Marcatori | 34’ Bertucci |

| Savona 14 gennaio 1923 10ª giornata | Savona          | 0 – 0 | Novese | Campo di piazza d'armi\| Arbitro: \| Trezzi (Milano) \| |
| Arbitro:                            | Trezzi (Milano) |       |        |                                                         |

| Arbitro: | Piazza (Milano) |

|                                            |           |                |
| Vercelli 12’, 75’ Masetti 23’ Bertucci 80’ | Marcatori | 55’ Bonino III |

##### Girone di ritorno
| Arbitro: | Gera (Torino) |

|                               |           |  |
| Banchero I 51’ Baloncieri 57’ | Marcatori |  |

| Arbitro: | Bistoletti (Milano) |

|              |           |              |
| Bertucci 16’ | Marcatori | 15’ Magnozzi |

| Arbitro: | Armano (Torino) |

|                                     |           |                 |
| Masetti 12’ Roveda 35’ Bertucci 77’ | Marcatori | 17’ Gariglio II |

| Arbitro: | Majani (Torino) |

|               |           |  |
| Toselli I 50’ | Marcatori |  |

| Arbitro: | Bellini (Padova) |

|                          |           |             |
| Ros 32’, 70’ Bonardi 88’ | Marcatori | 73’ Masetti |

| Arbitro: | Alfieri (Bologna) |

|                                  |           |                        |
| Busini I 17’ (rig.) Monti II 85’ | Marcatori | 38’ Roveda 50’ Masetti |

| Arbitro: | Gera (Torino) |

|             |           |              |
| Rebuffo 53’ | Marcatori | 30’ Preti II |

| Arbitro: | Alfieri (Bologna) |

|                 |           |             |
| Olivieri II 20’ | Marcatori | 75’ Masetti |

| Arbitro: | Trezzi (Milano) |

|                         |           |  |
| Masetti 42’ Rebuffo 88’ | Marcatori |  |

| Arbitro: | Vota (Torino) |

|             |           |                           |
| Masetti 46’ | Marcatori | 27’ Roggero 34’ Chiabotto |

| Arbitro: | Katz (Parma) |

|                |           |             |
| Bonino III 75’ | Marcatori | 20’ Rebuffo |

## Statistiche

### Statistiche di squadra
| Competizione    | Punti | In casa | In casa | In casa | In casa | In casa | In casa | In trasferta | In trasferta | In trasferta | In trasferta | In trasferta | In trasferta | Totale | Totale | Totale | Totale | Totale | Totale | DR |
| Competizione    | Punti | G       | V       | N       | P       | Gf      | Gs      | G            | V            | N            | P            | Gf           | Gs           | G      | V      | N      | P      | Gf     | Gs     | DR |
| --------------- | ----- | ------- | ------- | ------- | ------- | ------- | ------- | ------------ | ------------ | ------------ | ------------ | ------------ | ------------ | ------ | ------ | ------ | ------ | ------ | ------ | -- |
| Prima Divisione | 19    | 11      | 4       | 4       | 3       | 16      | 12      | 11           | 1            | 5            | 5            | 10           | 20           | 22     | 5      | 9      | 8      | 26     | 32     | -6 |

### Statistiche dei giocatori
| Giocatore     | Prima Divisione | Prima Divisione |
| Giocatore     | Presenze        | Reti            |
| ------------- | --------------- | --------------- |
| Alfieri       | 1               | 0               |
| D. Alice      | 5               | 0               |
| L. Bertucci   | 9               | 5               |
| E. Bonato     | 18              | 0               |
| A. Fossati    | 1               | 0               |
| C. Gambarotta | 22              | 3               |
| G. Grippi     | 21              | 0               |
| Masetti       | 19              | 8               |
| A. Michelini  | 4               | 0               |
| S. Montanari  | 14              | 0               |
| R. Olivazzo   | 7               | 0               |
| M. Parodi     | 19              | 0               |
| Pittaluga     | 2               | 0               |
| G. Rebuffo    | 22              | 3               |
| L. Roveda     | 13              | 3               |
| E. Savino     | 22              | -32             |
| M. Toselli    | 21              | 1               |
| L. Vercelli   | 22              | 3               |